# EGL (API)
EGL — програмний інтерфейс для організації доступу віконних систем до API рендеринга, таким як OpenGL і OpenGL ES. Розробляється Khronos Group.
EGL отримав поширення на платформі Android і виступає в ролі альтернативи інтерфейсу GLX. Також EGL використовується для звернення до функцій рендеринга у Wayland і Mir.

## Виноски
1. ↑  Khronos releases EGL 1.5 specification. Khronos Group. 19 березня 2014. Архів оригіналу за 21 березня 2014. Процитовано 20 березня 2014.
2. ↑  https://www.khronos.org/news/press/khronos-releases-egl-1.5-specification